# Староайдарская волость
Староайда́рская во́лость — историческая административно-территориальная единица Старобельского уезда Харьковской губернии с центром в слободе Старый Айдар.
По состоянию на 1885 год состояла из 9 поселений, 4 сельских общин. Население — 4282 человека (2202 мужского пола и 2080 — женского), 616 дворовых хозяйств.
|                       | Площадь, десятин | В том числе пахотной, дес. |
| --------------------- | ---------------- | -------------------------- |
| Сельских общин        | 9196             | 1960                       |
| Частной собственности | 3006             | 1359                       |
| Другой собственности  | 93               | 75                         |
| В целом               | 12295            | 3394                       |

Основные поселения волости по состоянию на 1885 год:
- Старый Айдар — бывшая государственная слобода при реке Айдар в 70 верстах от уездного города, 1435 человек, 208 дворовых хозяйства, православная церковь, школа, почтовая станция.
- Лобачев — бывший государственный хутор при реке Северский Донец, 573 человек, 83 дворовых хозяйства.
- Переделик — бывший государственный хутор при реке Айдар, 642 человека, 93 дворовых хозяйств.
- Счастье (Ковалинка) — бывшее государственное село, 661 человек, 96 дворовых хозяйств.

Крупнейшие поселения волости по состоянию на 1914 год:
- слобода Старый Айдар — 2891 житель;
- село Счастье — 1230 жителей.

Старшиной волости был Николай Фомич Касьянов, волостным писарем — Василий Паисович Иоффа, председателем волостного суда — Семён Алексеевич Кузьмин.